# Долбина элегантная
Долбина элегантная (Dolbina elegans) — ночная бабочка из семейства бражников (Sphingidae). 

## Описание
Средней величины бабочка, с мощным, заострённым на конце телом и узкими вытянутыми крыльями. Размах крыльев около 40-53 мм. Основная окраска верхней стороны крыльев серовато-коричневая. На верхней стороне передних крыльях проходят волнистые поперечные перевязки. Рисунок задних крыльев развит слабо. Усики веретеновидные, относительно длинные, обычно с заострённой и крючковидно загнутой вершиной. Глаза крупного размера, округлые, прикрытые сверху пучком из удлинённых чешуек. Хоботок весьма длинный, превышает в несколько раз длину тела.

## Ареал
Ареал охватывает Украину, Молдавию, Румынию, Болгарию, Турцию, Сирию, Иорданию и Израиль.
На Украине вид впервые был обнаружен в Одесской  области  в  1990  году  вблизи с. Яськи Беляевского района. Позже находки вида были совершены в окрестностях с. Маяки  Беляевского района Одесской  области  и в с. Кучурган Раздельнянского района. Начиная с 2003 года вид регулярно  отмечается в Подольске и его окрестностях на  севере Одесской области.

## Биология
На юге ареала развивается в двух поколениях. Время лёта первого поколения — с середины апреля по середину мая. Второе поколение — с середины июля по середину августа. На Украине все бабочки были отловлены в период с 12 июля до 14 августа.
Гусеницы развиваются предположительно на ясенях (род Fraxinus из маслинных (Oleaceae)).